# Barnyard (відеогра)
Barnyard (укр. Роги та копита) — пригодницька відеогра, розроблена компанією Blue Tongue Entertainment та видана THQ; заснована на фільмі з тим же ім'ям. Відеогра була випущена 1 серпня 2006 року для Nintendo GameCube, PlayStation 2, Game Boy Advance та Windows. Версія Wii була випущена пізніше 19 листопада 2006 року.

## Сюжет

### Глава 1
Гра розпочинається з кат-сцени, в якій бик під ім'ям Білл розповідає, як розпочалась історія. За сюжетом головні персонажі гри (бик Отіс, свиня Піг, курка Пек, тхір Фредді, миша Піп) зібрались на даху сараю, щоб запустити Пека з рогатки. Неочікувано фермер приїхав у двір на своїй машині. В цій же машині виявляється головний герой (головна героїня). З переляку, Отіс падає з даху, але він встигає зачепитися за мотузку. Піг спускається вниз і мовою жестів показує головному герою, щоб той відволік фермера. Герой слухається його і за той час поки він відволікає фермера, Отіса встигають витягти. Пек вилітає з мотузки в вікно Біді. Далі гравцю дають настроїти параметри головного персонажа, а саме стать, колір персонажа і ім'я. Управління переходить в руки гравця і перший з ким знайомиться персонаж — це віслюк Майлз. Майлз показує, де можна спати та зберігати прогрес. Далі герой знайомиться з биком Беном, батьком Отіса. Він виявляється головним і просить персонажа помагати іншим тваринам. Наступний з ким герой знайомиться — це пес Дюк. Він розповідає про те, що фермер вегетаріанець, а також, що він зранку їде на поле, а повертається пізно ввечері. Наступна тварина з якою герой розмовляє — це Піг. Він просить найти сторінку з яблучним пирогом, яку в нього вкрали єноти, знайти інгредієнти та приготувати пиріг на задньому дворі. Герой виконує його завдання і він дає книгу рецептів і коктейлів, яку можна згодом заповнювати.Далі Пік дає персонажу сонцезахисні окуляри, які потрібні для того, щоб оббризкувати інших тварин. Далі протагоніст знайомиться з Отісом, який дає поручення оббризкати 6 тварин. Після виконання завдання Отіс розповідає про телефон і можливість переглядання завдання на телефоні. Далі Бен дає завдання: потрібно струменем молока збити всі банки, які висять в повітрі. За виконання цього доручення Бен відає герою ключ від воріт. Піг просить протагоніста зіграти з ним в одну гру: суть в тому, що ми разом з Пігом і іншими двома свинями маємо вибити один одного в багнюку. Останній не, хто не впав, виграв. За перемогу герою дають 50 ховрахобаксів (ігрова валюта). Персонаж знайомиться з куркою Ханною, вона просить допомогти найти 10 яєць розкиданих по двору. Після виконання доручення герою дають 50 ховрахобаксів. Після цього герой зустрічається з Отісом, який дає протагоністу ключі від велосипеда. Піг просить героя дістати з сараю масло, яке можна дістати з бідонів. Піг дає 50 ховрахобаксів. Бен просить поїхати до Смердючого озера, перевірити, як сторожать території чергові. Приїжджаючи туди, герой бачить, що чергові сплять. Після того, як герой розбуджує їх (Едді, Ігг, Бад), вони обіцяють помститися. Вночі біля сараю герой зустрічає півня Рута. Він просить поїхати до Ховрахової гори та купити в ховрахів більярдний стіл. Для цього він дає протагоністу 500 ховрахобаксів. Після того, як герой купує стіл Рут каже, що можна купувати різні речі в нічний сарай.До речі, бик Білл на вході каже: «Вітаємо всіх крім єнотів і койотів», що вказує на ворожнечу між свійськими та дикими тваринами. В нічному в підвалі сараю Дюк просить пограти з ним більярд. Після перемоги він дає герою 50 ховрахобаксів. Днем на в'їзді у двір Отіс просить подражнити листоношу. За виконання завдання Отіс дає «Жетон золотої лихоманки». На лугу кульбаб корови Джерсі викликають героя на гонку. Після перемоги вони кажуть, що відіграються. Піг просить принести йому 3 полуниці.За це він дає 50 ховрахобаксів. Останнє завдання глави: Піп просить героя підвезти його до Смердючого болота, бо там його чекає Отіс. За виконання завдання дається 50 ховрахобаксів.

## Ігровий процес
Гра частково пов'язана зі сюжетом фільму. В самому початку гравця представляється можливість створити корову. Після створення персонажа можна розпочати виконувати місії. Місії можна отримати за допомогою телефону. В початку гравець може досліджувати тільки скотський двір, але після кількох місій гравець отримує ключ до воріт та ключ від велосипеда. З'являється можливість дослідити інші локації. Місії не можуть бути пропущені. Після проходження гри залишається можливість вільного переміщення по світу гри. У грі присутня можливість стати «Чемпіоном комори», для цього потрібно виконати завдання, пов'язані зі спортивною тематикою (наприклад, гольф). Також можна стати «Тварина вечірки», якщо купувати у ховрахів предмети та змінювати сарай.